# Kriegskammer (Königsberg)
Die Kriegskammer in Königsberg war eine Behörde im Herzogtum Preußen und im ostpreußischen Teil des Königreichs Preußen, die im späten 17. Jahrhundert und im frühen 18. Jahrhundert bestand. Daraus ging 1723 die dortige Kriegs- und Domänenkammer hervor.

## Geschichte
Die Königsberger Kriegskammer wurde 1684 geschaffen und ersetzte eine Vorgängerbehörde, das Kommissariat. Das Kommissariat war zeitweilig auch als Kriegskommissariat bezeichnet worden.
Die Kriegskammer war unter anderem mit dem Einzug der Steuern beauftragt. Die Kriegskammer in Königsberg unterstand dem Oberrat, der damaligen Regierung in Ostpreußen. Zudem waren, allerdings mit nach und nach eingeschränkten Mitwirkungsmöglichkeiten, Vertreter der Landstände an der Regierung beteiligt.
Während der Regierungszeit von König Friedrich Wilhelm I. wurde die Kriegskammer in Königsberg von Karl Heinrich zu Waldburg um die Domänenkammer ergänzt. 1723 wurden beide Kammern schließlich zur Kriegs- und Domänenkammer vereinigt. 
Im Jahr 1724, als er auch die drei Städte Altstadt, Kneiphof und Löbenicht zur Stadt Königsberg zusammenlegte, setzte König Friedrich Wilhelm I. in Gumbinnen eine Nebenstelle („Deputation“) der Königsberger Kriegskammer ein. Diese war für Preußisch Litauen zuständig, das von der Großen Pest verwüstet worden war. 1736 wurde die Kammerdeputation in Gumbinnen zur eigenständigen Littauischen Kriegs- und Domänen-Kammer zu Gumbinnen. Aus ihr ging der spätere Regierungsbezirk Gumbinnen hervor.

## Kammerpräsidenten (1723–1808)
- 1723–1746: Johann Friedrich von Lesgewang
- 1746–1750: Ehrenreich Sigismund von Bredow
- 1750–1753: Joachim Ewald von Massow
- 1753–1761: David Sigismund von der Marwitz
- 1762–1781: Johann Friedrich (von) Domhardt
- 1781–1786: Anton Gottlieb von der Goltz
- 1786–1791: Ernst Wilhelm Benjamin von Korckwitz
- 1791–1796: Friedrich Leopold von Schroetter (als dirigierender Oberpräsident von Ost- und Westpreußen)
- 1796–1802: Anton Ludwig (von) Wagner
- 1802–1808(?): Hans Jakob von Auerswald